# Nocibé
Nocibé es una empresa francesa de distribución de perfumes y cosméticos. Fundada en Lille en 1984 por Daniel Vercamer, en 2014 se vuelve parte de la empresa alemana Douglas Holding.

## Historia
La marca Nocibé se crea en 1984 por Daniel Vercamer.  Su nombre, «Nocibé», está directamente inspirado por la isla de Nosy Be, una isla de Madagascar conocida por ser productora de ylang-ylang, una flor emblemática en el mundo de la perfumería. La primera tienda abre en noviembre de 1984 en el número 114 de la calle Molinel en Lille, en un antiguo local que pertenecía a la sociedad Vercamer. Esta empresa fue fundada en 1924 por el abuelo de Daniel Vercamer, vendiendo en sus inicios productos de higiene y, en 1936, productos de perfumería. Impulsados por el auge de la distribución masiva en Francia, Daniel y su esposa Martine buscan democratizar los productos considerados de lujo. Vendían los productos a precios más bajos en comparación con la competencia. Posteriormente, la marca se extiende a Petite-Forêt, Arras, Tourcoing, Noyelles-Godault, Dunkerque y Leers. El tamaño reducido de las oficinas administrativas, ubicadas sobre la primera tienda en Lille, obliga al equipo a trasladarse a la calle de Amiens.
Desde su introducción al segundo mercado de la bolsa de París en 1997, Nocibé concluye en tres años sesenta y cinco adquisiciones. La primera es la empresa Beauty Shop en el suroeste de Francia, seguida de Baiser sauvage, Process Blue, HLL Paris Rive Droite, Isabelle Atkins, entre otras empresas. En 1998, Nocibé se asocia con el grupo holandés Kruidvat.
Bridge Point compra Groupe Nocibé Holding en 2002 y luego vende sus participaciones al fondo de inversión de Charterhouse en 2006. En 2004, Daniel Vercamer deja la presidencia y es reemplazado por Xavier Dura, su director general, y posteriormente por Isabelle Parize en 2011.
En febrero de 2014, Douglas Holding adquiere Nocibé por una suma no revelada. Posicionando a Douglas como el segundo distribuidor de perfumes después de Sephora, con 625 tiendas.
En mayo del 2015, Nocibé lanza su servicio de personalización de perfumes, siendo el primero en ofrecer este servicio en Francia. Tres años más tarde, la marca introduce productos de parafarmacia a su oferta online y a algunas de sus tiendas.
En 2018, Nocibe amplía su gama de productos de parafarmacia. 
A finales de febrero de 2019, el director de marketing de la marca insulta en Twitter a la humorista Yassine Belattar, calificándola de “escoria islamista”. En la misma red social, la cadena de cosméticos se desvincula de su empleado mediante un comunicado publicado el 28 de febrero, afirmando que «sus comentarios estaban en total contradicción» con los valores que la cadena defendía y que sus «opiniones» habían sido mantenidas «de forma privada en Twitter». Unas horas más tarde, la empresa anuncia que «suspendería de sus funciones» al director de marketing.
En enero de 2021, Douglas anuncia el cierre el 20% de sus tiendas Nocibé en Europa, es decir, 62 tiendas en Francia. A principios de octubre de 2021, el grupo de perfumería y de productos cosméticos Bogart oficializa la adquisición de 41 de las 62 tiendas Nocibé afectadas por la decisión de cierre de Douglas.
El 20 de septiembre de 2023, Pierre Aoun, director general de la empresa desde 2016, deja su cargo. 

## Organización y red
En octubre de 2018, la empresa cuenta con 493 establecimientos (puntos de venta y almacenes). El grupo (incluyendo franquicias) afirma tener 15 millones de clientes en las tiendas, 35 millones de visitas a su página web, 610 puntos de venta y 392 institutos de belleza.

## Patrocinios
En 2004, Nocibé se convierte en el socio oficial de la Federación Francesa de Natación. El equipo Nocibé es compuesto por cuatros atletas: Virginie Dedieu, Laure Thibaud, Malia Metella y Hugues Duboscq.